# Puyoh
Puyoh is een bestuurslaag in het regentschap Kudus van de provincie Midden-Java, Indonesië. Puyoh telt 6822 inwoners (volkstelling 2010).